# Tanisha Wright
Tanisha Lovely Wright (Brooklyn, 29 ottobre 1983) è un'ex cestista e allenatrice di pallacanestro statunitense, professionista nella WNBA.

## Carriera
È stata selezionata dalle Seattle Storm al primo giro del Draft WNBA 2005 (12ª scelta assoluta).

## Palmarès
- Campionessa WNBA (2010)
- 5 volte WNBA All-Defensive First Team (2009, 2010, 2011, 2013, 2014)
- 2 volte WNBA All-Defensive Second Team (2015, 2016)